# Moses Josef Rubin
Moses Josef Rubin (n. 1892, Wola Michowa, Galiția, Austro-Ungaria – d. 1980, New York, Statele Unite ale Americii) a fost un rabin hasidic în România și apoi în Statele Unite ale Americii, descendent din dinastia rabinică de Siret.

## Biografie
Moses Josef Rubin s-a născut în anul 1892 în satul Wola Michowa din regiunea Galiția a Austro-Ungariei (azi în sud-estul Poloniei). Tatăl său era rabinul Pinchos Menachem Rubin, care a devenit ulterior rabin hasidic la Siret (Bucovina), iar mama sa era Beila Rubin, născută Horowitz.
Când Moses Josef era numai un copil, familia sa s-a mutat din Galiția în Bucovina și s-a stabilit în orașul Siret, unde tatăl său a fost numit rabin al comunității evreiești.
Moses Josef Rubin și-a promovat examenul pentru diploma de rabin în fața unei comisii formate din personalități rabinice importante ale timpului său printre care rabinul Chaim Tzvi Teitelbaum din Sighet și rabinul Yehuda Leib Tsirelson din Chișinău. În 1921 s-a căsătorit cu Sarah Farkas și au avut doi fii: dr. Samuel S. Rubin și dr. Jacob K. Rubin.
Între anii 1922-1940, a îndeplinut funcția de Șef-Rabin al comunității evreiești din Câmpulung Moldovenesc (Bucovina, România). La 12 octombrie 1940, de Iom Kipur, toate casele evreiești din Câmpulung au fost jefuite, iar evreii au fost maltratați de către legionari. Bunurile confiscate au fost duse la “Casa Verde”, sediul legionarilor. Valoroasa bibliotecă a rabinului Moses Josef Rubin a fost distrusă. Pentru că a refuzat să semneze un document prin care recunoștea că a ascuns dinamită în sinagogă în scop de sabotaj, rabinul și fiul său au fost bătuți și amenințați cu împușcarea. Toate sinagogile din oraș au fost jefuite de obiectele de cult valoroase. După acest incident, rabinul Rubin și familia sa au fugit la București.
Din 1941 și până în 1946, rabinul Rubin a fost președinte al Consiliului Rabinic din România și președinte al filialei românești a organizației Agudath Israel. În timpul celui de-al Doilea Război Mondial, a fondat prima organizație Vaad Hatzalah (Comitetul de Ajutor și Salvare) din București, cu scopul de a-i ajuta pe evreii deportați în lagărele de concentrare din Transnistria.
După cel de-al Doilea Război Mondial, rabinul Rubin a emigrat în Statele Unite ale Americii unde a fost rabin la New York. El a fondat acolo Centrul pentru Rabinii Europeni, al cărui scop consta în acordarea de ajutoare pentru rabinii europeni care-și pierduseră comunitățile și sursele de existență, precum și prevenirea distrugerii cimitirelor evreiești din Europa. După mai mult de două decenii de la moartea rabinului Rubin, organizația sa a fuzionat cu organizația „Oholei Zadikim” condusă de rabinul Israel Meir Gabay.